# Attentats du 21 avril 2019 au Sri Lanka
Les attentats du 21 avril 2019 au Sri Lanka sont une série de huit attaques terroristes islamistes, commises le dimanche de Pâques dans plusieurs villes du pays. Trois églises chrétiennes et trois hôtels de luxe sont visés à Colombo, Negombo et Batticaloa par une série d’attentats-suicides coordonnés, suivis plus tard par deux explosions dans une maison d'hôtes à Dehiwala et un complexe immobilier à Dematagoda,,. 269 personnes, y compris 42 ressortissants étrangers et 45 enfants, sont tuées et 496 personnes sont blessées,.
Les attaques sont revendiquées par l'organisation État islamique le 23 avril 2019. Le gouvernement srilankais accuse quant à lui le National Thowheeth Jama'ath, un groupe terroriste islamiste sri-lankais. Son chef a prêté allégeance à l'État islamique avant les attentats.
Il s'agit des attaques les plus meurtrières commises contre des civils sri-lankais depuis la fin de la guerre civile sri lankaise en 2009.

## Contexte
Le 11 avril 2019, les services de renseignement srilankais avertissent qu'un mouvement islamiste projette des « attentats-suicides contre d’importantes églises catholiques et l’ambassade d’Inde ». La note fait notamment mention du National Thowheeth Jama'ath. Le quotidien indien The Hindu affirme en outre que la National Investigation Agency (NIA), l'agence indienne de lutte antiterroriste, aurait à la fin de l'année 2018 averti le gouvernement sri-lankais des risques d'attentats après avoir obtenu des informations auprès d'un sympathisant de l'État islamique originaire du Tamil Nadu.
Au cours des années 2010, 32 Srilankais issus de familles « bien éduquées et d'élite » rejoignent les rangs de l'État islamique en Syrie.

## Attaques
Les chrétiens sri-lankais célèbrent Pâques le 21 avril 2019 au Sri Lanka. Selon le gouvernement sri-lankais, les attaques sur les trois hôtels et les trois églises sont des attentats-suicides. Trente-cinq étrangers figurent parmi les victimes, dont des citoyens américains, britanniques et néerlandais.

### Chronologie des attentats
| Heure (UTC+05:30) | Localisation,                                                                                       |
| ----------------- | --------------------------------------------------------------------------------------------------- |
| 08 h 45           | Colombo : sanctuaire Saint-Antoine, Shangri-La Hotel, Le Kingsbury Negombo : église Saint-Sébastien |
| 08 h 50           | Colombo : Cinnamon Grand Hotel                                                                      |
| 09 h 05           | Batticaloa : église évangélique Sion                                                                |
| 13 h 45           | Dehiwala : Tropical Inn                                                                             |
| 14 h 15           | Dematagoda : complexe d'habitation                                                                  |

### Lieux de culte

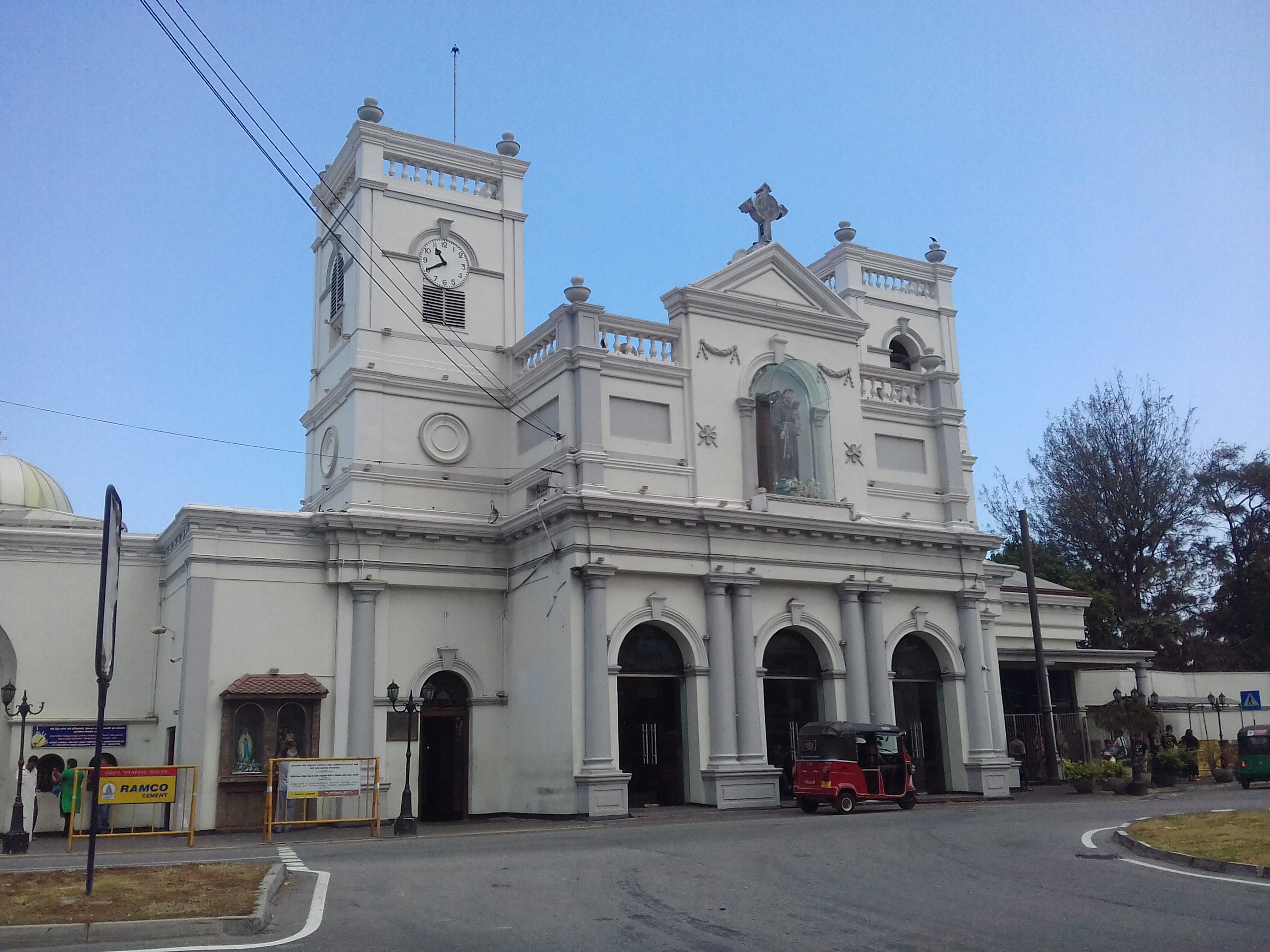
Le sanctuaire Saint-Antoine à Colombo, lieu de la première attaque, photographié le 1 avril 2017.

Le sanctuaire catholique Saint-Antoine de l'archidiocèse de Colombo est visé par la première attaque terroriste peu avant 9 heures du matin heure locale, suivi par l'église catholique Saint-Sébastien à Negombo,. Selon les médias sri-lankais, au moins 93 personnes ont été tuées lors de la seconde explosion,.
L'église évangélique Sion à Batticaloa a également été la cible d'un kamikaze, peu après neuf heures. Selon des informations locales, au moins 27 personnes auraient été tuées, dont 9 seraient des touristes étrangers. Un responsable de l'hôpital de Batticaloa a déclaré que plus de 300 personnes avaient été admises à la suite de l'explosion. Le kamikaze s'est fait exploser dans la cour de l'église après avoir tenté d'y pénétrer, s'étant fait refouler par Ramesh Raju, un père de famille volontaire pour gérer la foule, qui ne l'a pas laissé rentrer avec ses deux sacs. L'explosion a eu lieu après une dispute avec le terroriste, tuant Ramesh Raju et 28 autres personnes, dont une de ses sœurs, le mari et le fils de celle ci âgé de 20 mois et 14 autres enfants.  Tous se trouvaient à l'extérieur, et Ramesh Raju a certainement sauvé les 600 personnes qui se trouvaient déjà dans l'église. Les membres de la congrégation de l'église évangélique de Zion le considèrent comme un héros, des affiches à son effigie ont été placardées sur la route qui va à sa maison et une semaine après les faits « des dizaines de personnes font encore la queue pour présenter leurs condoléances à la veuve du disparu ».

### Hôtels
Trois hôtels 5 étoiles situés sur le front de mer, dans le centre de Colombo, ont été attaqués quasi-simultanément : le Cinnamon Grand Hotel, Le Kingsbury et le Shangri-La Hotel,.
Le kamikaze du Shangri-La, chef du groupe islamiste National Thowheeth Jama'ath, accusé par les autorités d'être responsable des attaques, s'est fait exploser à 8 h 57 pendant le petit-déjeuner dans le restaurant Table One situé au troisième étage de l'hôtel, qui était rempli de touristes étrangers, constituant l'essentiel de la clientèle de l'hôtel.
Le kamikaze qui a frappé le restaurant Taprobane du Cinnamon Grand Hotel s'est enregistré sous un faux nom la nuit précédente, prétextant un voyage d'affaires. Muni d'une assiette, le kamikaze est entré dans la file d'attente du buffet de petit-déjeuner du restaurant le lendemain matin et a actionné sa ceinture d'explosifs alors qu'il était sur le point de se servir. Un des gérants de l'hôtel, présent pour accueillir les invités, figure parmi les tués sur le coup.
Plus tard dans la journée, un hall de réception de l'hôtel The Tropical Inn, situé à Dehiwala-Mount Lavinia, a également été touché par une attaque à la bombe et deux victimes ont été rapportées,,.

### Résidences
Vers 14 h 15, lorsque la police commença à perquisitionner les maisons des suspects dans la banlieue de Colombo, un des protagonistes actionna sa bombe dans un complexe immobilier de Dematagoda, tuant trois policiers : un sous-inspecteur et deux agents de police,.
La kamikaze, une femme enceinte, s'est fait exploser en présence de ses trois enfants. Elle était la femme d'Ilham Ibrahim, le kamikaze de l’hôtel Shangri-La, et la belle-sœur d'Inshaf Ahmed Ibrahim, le kamikaze de l’hôtel Cinnamon Grand.

### Attentats avortés
Un engin explosif improvisé a été découvert près de l'aéroport international Bandaranaike de Colombo et a été démantelé par l'armée de l'air sri-lankaise.
Le 22 avril, la « Special Task Force », l'unité d'élite antiterroriste de la police sri-lankaise, a localisé une camionnette appartenant aux assaillants près du sanctuaire Saint-Antoine, site de l'une des explosions de la veille. Lors de l'inspection, les policiers ont découvert 3 bombes à bord du véhicule. La zone est évacuée et l'unité de désamorçage appelée sur place. Après une tentative infructueuse de désamorçage, les bombes ont explosé simultanément en ne causant aucun blessé. Le même jour, la police aurait trouvé 87 objets servant à fabriquer des explosifs à la gare routière privée de Bastian Mawatha à Pettah.

## Bilan des victimes
Le 24 avril, le bilan des attentats est d'au moins 359 morts, dont 45 enfants, et 500 blessés. Cependant, le lendemain, les autorités sri-lankaises revoient à la baisse le bilan des attentats suicides : celui-ci passe provisoirement à 253 morts, selon un décompte rendu public. Dans un communiqué, le ministère de la Santé a fait savoir que le personnel médical avait achevé l'ensemble des autopsies, jeudi soir, et avait conclu que certains corps de victimes mutilées avaient été comptés plusieurs fois. Le bilan définitif est de 269 morts sans compter les 9 terroristes.
Il s'agit de l'attentat le plus meurtrier de l'histoire du Sri Lanka, de l'attentat le plus meurtrier commis par l'État islamique contre les chrétiens et de l'attentat le plus meurtrier commis par l'État islamique en dehors de l'Irak et de la Syrie,.
| Nationalité                    | Morts | Blessés | Disparus | Total |
| ------------------------------ | ----- | ------- | -------- | ----- |
| Sri Lanka                      | 212   | 472     | 0        | 684   |
| Inde                           | 11    | 0       | 0        | 11    |
| Royaume-Uni                    | 8     | 1       | 0        | 9     |
| Chine                          | 6     | 5       | 0        | 11    |
| Danemark                       | 3     | 0       | 0        | 3     |
| Pays-Bas                       | 3     | 0       | 0        | 3     |
| États-Unis                     | 3     | 0       | 0        | 3     |
| Australie                      | 2     | 2       | 0        | 4     |
| Espagne                        | 2     | 0       | 0        | 2     |
| Turquie                        | 2     | 0       | 0        | 2     |
| Arabie saoudite                | 2     | 0       | 0        | 2     |
| Japon                          | 1     | 4       | 0        | 5     |
| Bangladesh                     | 1     | 1       | 0        | 2     |
| Portugal                       | 1     | 0       | 0        | 1     |
| Suisse                         | 1     | 0       | 0        | 1     |
| Inconnu                        | -     | 34      | 0        | 34    |
| Toutes nationalités confondues | 258   | 519     | 0        | 777   |

## Revendication
Le 23 avril, l'État islamique revendique les attentats au Sri Lanka via son agence, Amaq. En guise de preuve, l'organisation diffuse une vidéo d'allégeance des « combattants » qui auraient commis les attaques, dans laquelle apparaissent huit hommes dont sept ont le visage dissimulé. L'homme qui apparaît à visage découvert est Zahran Hashim, dit Abou Oubeida, « un prédicateur assez connu de la mouvance islamiste radicale et connu pour avoir participé à la propagande de l'État islamique du moins jusqu'à 2017 » selon le journaliste de France 24 Wassim Nasr. Les noms de guerre de sept individus sont également donnés dans un communiqué : Abou Oubeida, Abou Baraa et Abou Moukhtar sont désignés comme les auteurs des attaques contre le Cinnamon Grand Hotel, le Shangri-La et le Kingsbury, Abou Hamza, Abou Khalil et Abou Mohamad comme les auteurs des attaques contre les trois églises à Colombo, Negombo et Batticaloa, et Abou Abdallah, qui selon l’EI aurait tué trois policiers dans la banlieue de Colombo.
Le 26 avril, le président srilankais Maithripala Sirisena annonce que Zahran Hashim, chef du National Thowheeth Jama'ath et ayant prêté allégeance à l'État islamique, a effectivement trouvé la mort en perpétrant une des attaques suicides à Colombo.
Selon Remy Mahzam, chercheur à la S. Rajaratnam School of International Studies à Singapour et spécialiste des mouvements djihadistes en Asie : « Les attaques de dimanche ont été perpétrées par un groupe mené par des commandants expérimentés. Clairement, il a dû y avoir un soutien significatif, qu’il soit logistique ou financier. La complexité et la coordination nécessaires à ces mesures suggèrent l’implication d’un réseau terroriste international. Certains analystes ont trouvé des liens entre des membres du NTJ et des djihadistes de Daech ou des ressortissants sri-lankais ayant voyagé en Syrie et en Irak. Il faut aussi noter que l’EI a attendu deux jours avant de revendiquer ces attaques ». Pour Alan Keenan, directeur de projet pour l'ONG International Crisis Group et spécialiste du Sri Lanka : « Les terroristes ont sans doute fonctionné sur un modèle d’attaques proposées. Cela veut dire qu’une équipe de kamikazes construit un plan d’attaque qu’elle soumet ensuite à la hiérarchie de l’EI. Si le plan est accepté, l’attaque est mise à exécution. [...] Je ne pense pas que le NTJ est capable d’organiser seul une attaque de cette ampleur. Mais l’EI est une organisation sous pression. Elle a perdu de la notoriété et de la crédibilité ces derniers temps. L’ampleur de ces attaques peut leur permettre de garder des partisans, voire leur en apporter ».

## Enquête
Après les précédents attentats, sept personnes sont arrêtées dans la journée dans une maison d'un complexe immobilier de Mahavila Udyana Roalors à Dematagoda lors d'un raid de la police. Lors de celui-ci, trois policiers sont tués par l’explosion d'un terroriste,,. Trois des personnes arrêtées sont hospitalisées. Au total, 24 suspects sont arrêtés au 22 avril au matin.
Dès le soir de l'attentat, le Premier ministre Ranil Wickremesinghe reconnaît que les services de sécurité avaient reçu des alertes de la part de l'agence indienne de renseignement. Dix jours auparavant, la police nationale basée sur les informations « d’une agence de renseignement étrangère », avait alerté que le National Thowheeth Jama’ath (NJT), un mouvement islamiste, projetait « des attentats suicides contre des églises importantes ». L'inspecteur général adjoint de la police de Colombo mettait alors en garde plusieurs ministères contre la possibilité d'attaques-suicides contre des églises et l'ambassade d'Inde. 
Le 22 avril, la ministre de la Santé sri-lankaise Rajitha Senaratne déclare que plusieurs des 24 suspects arrêtés et des terroristes tués dans les attentats sont cités dans ces rapports. Elle accuse alors le groupe djihadiste National Thowheeth Jama'ath (NTJ) d'être l'auteur des attentats. Le Figaro indique : « La déclaration est étrange. Le NTJ n’a jamais perpétré le moindre attentat et paraît trop inexpérimenté pour préparer autant d’attaques-suicides en même temps »,. Le NTJ s'était fait connaître un an auparavant en détruisant des statues de Bouddha. Lui et d'autres organisations portant parfois le même nom ont été fondés par des groupes wahhabites du golfe Persique. Le groupe n'ayant que trois ans d'existence, le gouvernement sri-lankais et des spécialistes suspectent des complicités extérieures pour fabriquer les bombes et former des kamikazes. Le retour de Sri-Lankais partis combattre pour État islamique en Irak et en Syrie est l'une des hypothèses.
Le 23 avril, le vice-ministre de la Défense, Ruwan Wijewardene, déclare devant le Parlement du Sri Lanka que « les investigations préliminaires ont révélé que ce qui s’était passé au Sri Lanka avait été commis en représailles à l’attaque contre les musulmans de Christchurch », faisant référence à la ville de Nouvelle-Zélande où un terroriste d'extrême droite a tué 50 personnes dans des mosquées le 15 mars 2019. Pour le journaliste Wassim Nasr en revanche, les deux attentats sont sans rapport : « Il n’y a aucune référence à Christchurch dans les différentes revendications. Ces attentats étaient planifiés de longue date. Ce type d’opération, six attaques, trois localités et sept kamikazes, ça ne s’improvise pas en un mois ». 
Le 24 avril, le vice-ministre de la Défense contredit la déclaration la ministre de la Santé en affirmant que « l'attaque a été commise par une faction dissidente du NJT et qu'il ignore comment elle s'appelle ».
La non-prise en compte des informations parvenues avant les attentats provoque la démission de hauts responsables sri-lankais, notamment de Hemasiri Fernando, le plus haut responsable du ministère de la Défense et de Pujith Jayasundara, chef de la police nationale à propos desquels le président sri-lankais déclare qu'ils ne lui ont pas transmis les alertes.
Le 25 avril, le Premier ministre déclare : « Le gouvernement savait que des citoyens sri lankais avaient rejoint l’État islamique (qui a revendiqué les attentats) et étaient rentrés au pays. Mais ces gens ne pouvaient pas être arrêtés car rejoindre une organisation terroriste étrangère n’est pas illégal. »
De plus, le cerveau présumé des attentats, Mohammed Zaharan, chef du NTJ, tué durant les attentats, était sur les radars des services de sécurité depuis deux ans. Les kamikazes étaient issus de milieux aisés voire richissimes. L'un d'eux était le fils du meilleur exportateur du pays, Yusuf Ibrahim, récompensé d'un prix remis par le président sri-lankais Mahinda Rajapaksa en 2008. 
Pour Emmanuel Derville du Figaro, cette confusion au plus haut niveau de l'État sri-lankais est liée à la détestation qui oppose le président à son Premier ministre, ce dernier étant imposé au président par le Parlement sri-lankais.

## Réactions

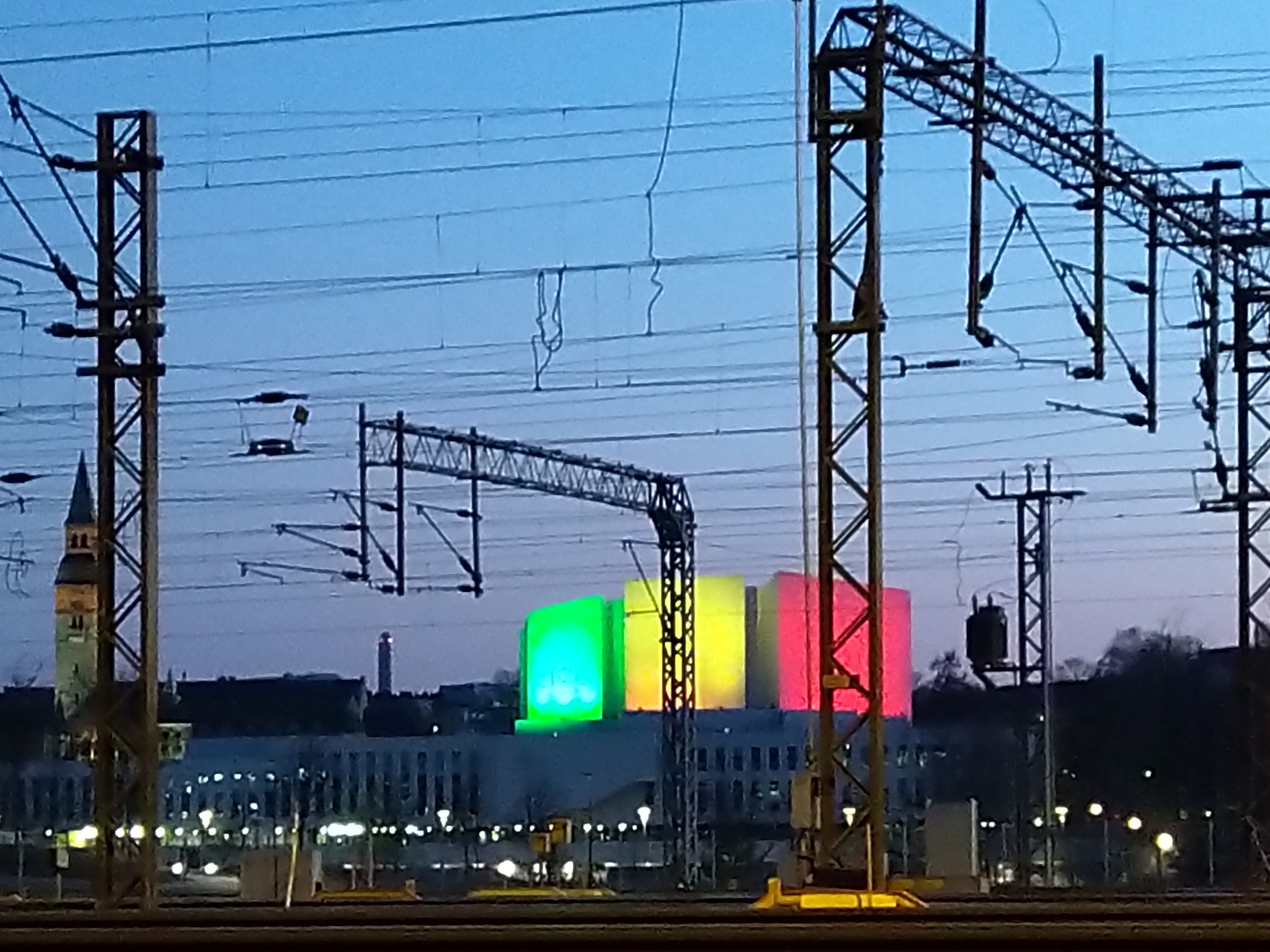
Illumination du finlandia hall au couleur du drapeau Sri-lankais en hommage au victimes de ces attentats.

Après l'attaque, l'archevêché de Colombo a annoncé l'annulation de toutes les célébrations pascales prévues pour la soirée.
Le président sri-lankais Maithripala Sirisena a pris la décision de bloquer l’accès à tous les réseaux sociaux, dont Facebook, WhatsApp et Viber, pour empêcher la diffusion de « fausses informations ».
Le Premier ministre sri-lankais, Ranil Wickremesinghe, a déclaré : « Je condamne fermement les attaques lâches perpétrées contre notre peuple aujourd'hui. J'appelle tous les Sri-Lankais à rester unis et forts. Merci d'éviter de propager des rumeurs non vérifiées et des spéculations. Le gouvernement prend des mesures immédiates pour contenir cette situation. » Le ministre des finances, Mangala Samaraweera, a décrit les attaques comme « une tentative bien coordonnée de créer le meurtre, le chaos et l'anarchie ».
De nombreux dirigeants internationaux expriment leurs condoléances et leurs condamnations : l'Australie, le Bangladesh, la Bulgarie, la France, le Saint-Siège, l'Inde, l'Indonésie, la Nouvelle-Zélande, le Pakistan, la Roumanie, la Slovaquie, la Suède, les Émirats arabes unis, le Royaume-Uni, les États-Unis et la Russie.

## Conséquences
Les Tamouls défaits en 2009, la lutte contre l'islamisme devient le cheval de bataille des leaders cinghalais, ce qui facilite l'élection du nationaliste Gotabaya Rajapaksa à la présidence de la République en novembre 2019.